# Sara Ottomano
Sara Ottomano, auch Sarah Ottomano, (* 6. März 1996) ist eine ehemalige Schweizer Tennisspielerin.

## Karriere
Ottomano begann mit acht Jahren mit dem Tennisspielen und bevorzugt Hartplätze. Sie spielte nur auf dem ITF Women’s Circuit. Im Einzel sowie im Doppel gelang ihr jeweils ein Finaleinzug bei Turnieren der Kategorie ITF $10.000. 
2013 erreichte sie als Qualifikantin das Achtelfinale der Lenzerheide Open. Das ITF-Turnier in Cagnes-sur-Mer, welches mit 100.000 US-$ Preisgeld dotiert ist, war für sie bisher das grösste Turnier, an dem sie im Mai 2015 in der Qualifikation teilgenommen hat. Bei den Lenzerheide Open 2015 schied sie bereits in der ersten Runde des Hauptfelds gegen die an Position zwei gesetzte und spätere Turniersiegerin Tereza Martincová aus. 2016 schied sie bei den Lenzerheide Open ebenfalls bereits in der ersten Runde gegen die an Position zwei gesetzte Tadeja Majerič aus. 2017 erreichte sie das Achtelfinale der Montreux Ladies Open im Dameneinzel.
Ihr bislang letztes internationale Turnier spielte Ottomano im Juni 2018. Sie wird daher nicht mehr in der Weltrangliste geführt.